# Onthophagus tigrinus
Onthophagus tigrinus är en skalbaggsart som beskrevs av D'orbigny 1908. Onthophagus tigrinus ingår i släktet Onthophagus och familjen bladhorningar. Utöver nominatformen finns också underarten O. t. kageraensis.